# الجامعة الوطنية للعلوم والتكنولوجيا (سلطنة عمان)
الجامعة الوطنية للعلوم والتكنولوجيا (اختصارًا NUST) هي جامعة خاصة في عُمان تأسست في مسقط عام 2018 عن طريق دمج كليتين مهنيتين، كلية كالدونيان للهندسة وكلية عمان الطبية. ويوجد لدى الجامعة شراكات أكاديمية مع ثلاث جامعات دولية: جامعة جلاسكو في إسكتلندا، وجامعة وست فرجينيا بالولايات المتحدة، وجامعة كارولينا الجنوبية بالولايات المتحدة. تخرج من الجامعة حوالي 4300 طالب من 33 دولة مختلفة.

## الكليات
يوجد في الجامعة أربع كليات، وهي:
- كلية الهندسة: ويبلغ عدد طلابها حوالي 4000 طالب من جنسيات مختلفة، وتحتوي على حوالي 400 موظف أكاديمي وإداري وداعم من متعدد الجنسيات.
- كلية الطب والعلوم الصحية: وهي الكلية الخاصة الوحيدة للطب والعلوم الصحية في عمان، وتأسست في عام 2001، يشكل السكان المحليون 70% من طلاب الكلية وموظفيها، وأما الطلاب الدوليون فيشكلون 30% منهم.
- كلية الصيدلة: وكانت بدايتها في عام 2003، حين قدمت كلية الطب برنامج بكالوريوس الصيدلة، ثم أصبح هذا البرنامج حجر الأساس لإنشاء كلية الصيدلة التابعة لجامعة العلوم والتكنولوجيا الوطنية في عام 2018.
- كلية عمان البحرية الدولية: تقع في صحار وتقدم برامج في كل من الدراسات البحرية، والهندسة البحرية، وهندسة العمليات، وإدارة اللوجستيات والنقل.

## روابط خارجية
- الموقع الرسمي